# 克雷莫纳的杰拉德
克雷莫纳的杰拉德（拉丁語：Gerardus Cremonensis；约1114年—1187年）是意大利翻译家，他在西班牙卡斯蒂利亚王国托莱多从事将托莱多图书馆的科学书籍从阿拉伯语翻译成拉丁语的工作，其中一些书籍原本是以希腊语写成的，但是在欧洲已经失传，没有希腊语和拉丁语的版本。他是托莱多翻译院中最重要的翻译家，通过将阿拉伯人和古希腊人在天文学、医学和其他科学方面的知识译作拉丁语，使12世纪的中世纪欧洲得以再次复兴。杰拉德最知名的译作包括托勒密《天文学大成》，译自在托莱多发现的该书阿拉伯语版。